# Sauber C17
El Sauber C17 fue el coche con el que la escudería Sauber compitió en la temporada 1998 de Fórmula 1. Lo conducían el francés Jean Alesi, procedente de Benetton, y el británico Johnny Herbert, que cumplía su tercera temporada con el equipo tras una impresionante temporada 1997.
1998 confirmó la posición de Sauber como un corredor respetable en el centro del campo, incapaz de lograr el avance final necesario para convertirse en un equipo de primer nivel. El paquete del equipo fue rápido y fiable, pero no lo suficiente como para sumar puntos con regularidad. De hecho, Alesi y Herbert terminaron justo fuera de los puntos, séptimos, nada menos que cinco veces. Lo más destacado del año fue el tercer puesto de Alesi en el Gran Premio de Bélgica de 1998, logrando el cuarto podio del equipo desde su debut en la F1 en 1993. Esto coronó una temporada alentadora para el francés, que debidamente se mantuvo un año más. Herbert, a pesar de haber conseguido puntos en la primera carrera de la temporada, perdió la motivación después de una secuencia de mala suerte y se perdió por poco más puntos. Decidió mudarse a Stewart en 1999 y sería reemplazado por Pedro Diniz.
El equipo finalmente terminó sexto en el Campeonato de Constructores con diez puntos. Esta era su mejor posición en el WCC hasta el momento, pero aún quedaba camino por recorrer para enfrentarse a equipos como Ferrari y McLaren.
Fue con este coche que se utilizó el último volante de forma redondeada en la Fórmula 1. Desde entonces, todos los volantes son rectangulares.
En las primeras carreras se utilizaron X-wings, pero fueron prohibidos después del Gran Premio de San Marino.

## Resultados

### Fórmula 1
(Clave) (negrita indica pole position) (cursiva indica vuelta rápida)

| Año     | Motor        | Neu. | N.º | Pilotos        | 1   | 2   | 3   | 4   | 5   | 6   | 7   | 8   | 9   | 10  | 11  | 12  | 13  | 14  | 15  | 16  | Puntos | Pos. |
| ------- | ------------ | ---- | --- | -------------- | --- | --- | --- | --- | --- | --- | --- | --- | --- | --- | --- | --- | --- | --- | --- | --- | ------ | ---- |
| 1998    | Petronas V10 | G    |     |                | AUS | BRA | ARG | SMR | ESP | MON | CAN | FRA | GBR | AUT | GER | HUN | BEL | ITA | LUX | JPN | 10     | 6.º  |
| 1998    | Petronas V10 | G    | 14  | Jean Alesi     | Ret | 9   | 5   | 6   | 10  | 12  | Ret | 7   | Ret | Ret | 10  | 7   | 3   | 5   | 10  | 7   | 10     | 6.º  |
| 1998    | Petronas V10 | G    | 15  | Johnny Herbert | 6   | 11  | Ret | Ret | 7   | 7   | Ret | 8   | Ret | 8   | Ret | 10  | Ret | Ret | Ret | 10  | 10     | 6.º  |
| Fuente: |              |      |     |                |     |     |     |     |     |     |     |     |     |     |     |     |     |     |     |     |        |      |